# Wiener Athletiksport Club
El Wiener Athletiksport Club, també conegut com a Wiener AC o WAC, és un club esportiu austríac de la ciutat de Viena.

## Futbol

### Història
La secció de futbol fou creada el 14 d'octubre de 1897. El 1904 havia guanyat tres cops la Copa Challenge i tres més la Copa Tagblatt, les competicions més importants del moment al país. El setembre de 1910, la majoria de membres del primer equip abandonaren l'entitat per crear un nou club anomenat Wiener AF. No obstant, el Wiener AC acabà quart al campionat austríac de 1910-11. La temporada 1914-15 guanyà el campionat del país, en el qual el Wiener AF fou segon.
L'any 1928 arribà a la final de la Copa on perdé 2-1 davant el SK Admira Wien. El 1930-31 guanyà la competició, que es disputà en format de lliga amb el nom Wiener Winter Cup. Com a vencedor d'aquesta competició es classificà per la Copa Mitropa, competició en la qual fou finalista la següent temporada, essent derrotat pel First Vienna FC. Novament guanyà la Copa l'any 1959 en derrotar el SK Rapid Wien per 2-0 a la final.
El club ha jugat 38 temporades a la Primera Divisió del país, de 1912 a 1921, el 1923, de 1925 a 1936, el 1943-44, de 1946 a 1948, el 1954 i de 1957 a 1965. Posteriorment al seu descens, es fusionà temporalment amb el FK Austria Wien, esdevenint FK Austria/WAC Wien. L'any 1983 el club reactivà la seva secció de futbol, que a partir de 2002 fou assumida pel patrocinador del club esdevenint FK Rad Friendly Systems i FC Fireball United.

### Futbolistes destacats
- Rudi Hiden, internacional amb Àustria.[2]
- Max Leuthe

#### Màxims golejadors
- Johann Studnicka (màxim golejador austríac de 1913 amb 13 gols)
- Johann Neumann (màxim golejador austríac de 1913 amb 13 gols i de 1914 amb 25 gols)
- Leopold Deutsch (màxim golejador austríac de 1915 amb 12 gols)
- Friedrich "Fritz" Cejka (màxim golejador austríac de 1960 amb 28 gols)
- Hans Pirkner (màxim golejador austríac de 1976 amb 28 gols) a l'equip conjunt amb l'Austria Wien

### Palmarès
- Copa Challenge de futbol:[3]
  - 1901, 1903, 1904
- Copa Tagblatt:[4]
  - 1900, 1901, 1902
- Lliga austríaca de futbol:
  - 1915
- Copa austríaca de futbol:
  - 1931, 1959
  - El 1938 la copa fou guanyada pel Sportclub Schwarz-Rot Wien, escissió del Wiener AC, fusionat novament pocs anys després.

## Hoquei
La secció d'hoquei herba de l'entitat fou creada l'any 1900.

### Palmarès
- Campionat d'Àustria d'hoquei herba a l'aire lliure masculí: 19
  - 1919, 1920, 1921, 1922, 1923, 1927, 1928, 1929, 1994, 1995, 1996, 1997, 1998, 1999, 2000, 2001, 2003, 2004, 2005
- Campionat d'Àustria d'hoquei herba indoor masculí: 16
  - 1990, 1991, 1992, 1993, 1994, 1995, 1996, 1997, 1998, 1999, 2000, 2001, 2002, 2004, 2007, 2008
- Campionat d'Àustria d'hoquei herba a l'aire lliure femení: 17
  - 1927, 1928, 1929, 1930, 1931, 1932, 1934, 1950, 1951, 1954, 1955, 1956, 1969, 1977, 1979, 2006, 2007
- Campionat d'Àustria d'hoquei herba indoor femení: 8
  - 1964, 1965, 1966, 1967, 1968, 1969, 1978, 2009

## Basquetbol
La secció de basquetbol del club guanyà la lliga de l'any 1947, la primera edició que es disputà.